# Mille Lacs County
Mille Lacs County er et county i den amerikanske delstat Minnesota. Amtet ligger i den centrale del af delstaten og grænser op til Aitkin County i nord, Kanabec County i nordøst, Isanti County i sydøst, Sherburne County i syd og Benton County i sydvest, Morrison County i vest og mod Crow Wing County i nordvest.
Mille Lacs Countys totale areal er 1.766 km² hvoraf 278 km² er vand. I 2000 havde amtet 22.330 indbyggere. Amtets administration ligger i byen Milaca.
45°56′N 93°38′V / 45.93°N 93.63°V